# 陳樹桓
陳樹桓（1920年12月25日—2003年11月30日），別字穗生，著名教育家。

## 生平
祖籍廣西防城，生於廣州。民國時期廣東軍閥陳濟棠三子。早年留學美國，其後來到香港任德明中學校長、東方體育會會長。1956年香港市政局選舉時，陳樹桓加入香港革新會，並成功當選為市政局議員。1959年香港市政局選舉連任。1962年10月，陳樹桓不滿革新會與公民協會合作，退出革新會。1963年香港市政局選舉，陳樹桓以獨立身份第三度連任。但陳樹桓當選後，連續五個月缺席市政局會議，當時有傳言指香港政府不滿陳樹桓與台灣關系，下令陳樹桓離開香港。陳樹桓雖然否認傳言，但最終辭去市政局議席，1964年4月30日，與家人離港赴美。
1992年，陳樹桓將父親墓地變賣，引起家族不滿。
陳樹桓曾在美國多所大學任教，2003年11月30日在美國逝世。